# Ramones
Pour les articles homonymes, voir Ramone (homonymie).
Ramones est un groupe américain de punk rock, originaire de New York. Formé en 1974, il est souvent cité comme le premier groupe de punk rock,. Bien qu'ayant eu un succès commercial assez limité, le groupe a une grande influence sur le punk et ses dérivés.
Le look des membres se détache par son minimalisme et son aspect négligé : cheveux longs, perfecto noir, t-shirt, jeans déchirés aux genoux, chaussures de sport (Converse ou Keds) usées.
Les membres du groupe adoptent des pseudonymes finissant par le nom « Ramone ». Ils ont donné  2 263 concerts, tournant pratiquement sans arrêt pendant 22 ans. En 1996, après une tournée avec le festival Lollapalooza, le groupe joue un ultime concert avant de se dissoudre. Les trois membres fondateurs (le chanteur Joey Ramone, le guitariste Johnny Ramone, et le bassiste Dee Dee Ramone) meurent moins de 9 ans après sa dissolution en 1996,,.
La seule réalisation discographique certifiée disque d'or aux États-Unis est la compilation Ramones Mania,. La reconnaissance de l'importance du groupe se crée au fil des ans, et ils sont cités dans de nombreux classements musicaux. Les Ramones sont classés 26e dans la liste des 100 meilleurs artistes de tous les temps du magazine Rolling Stone, 17e dans la liste des 100 meilleurs artistes de hard rock de VH1,  et 46e de la liste des 100 meilleurs artistes de tous les temps de VH1. En 2002, The Ramones a  même été classés deuxième meilleur groupe de tous les temps par Spin. En mars 2002, le groupe The Ramones — incluant les trois fondateurs et les batteurs Marky et Tommy Ramone — est introduit au Rock and Roll Hall of Fame,.
Tous les membres de la formation originelle sont morts.

## Biographie

### Formation (1973–1975)

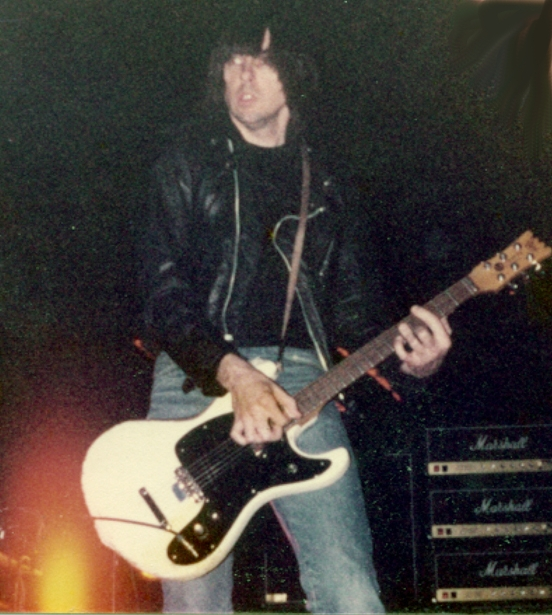
Johnny Ramone en concert.

Douglas Colvin, futur Dee Dee Ramone, arrive au début des années 1970 à Forest Hills, dans le quartier du Queens à New York, en provenance de Berlin. Le jeune homme et sa mère fuient la violence et l'alcoolisme du père de Colvin, un sergent de l'armée américaine. L'émigration n'améliore guère la situation de la famille : terrorisé par les États-Unis, Colvin commence à prendre de l'héroïne, tandis que sa mère sombre dans l'alcool.
« Quand j'avais quinze ans, j'ai commencé à acheter de la dope à la fontaine de Central Park et je la ramenais dans mon quartier du Queens. J'achetais quinze paquets à deux dollars que je pouvais revendre trois. Le paquet à deux dollars me faisait l'affaire pour la journée. À l'époque, la dope à New York venait de France et ça te faisait planer et piquer du nez. De la vraie dope. Un jour, je suis tombé en manque chez ma mère, elle m'a retrouvé tremblant et geignant. Ça l'a mise dans une colère noire, elle a cassé mes disques et lancé ma guitare par la fenêtre. Comme mon père n'était plus là, elle ne me faisait plus peur et j'ai hurlé : « Fous le camp d'ici, sale pute, dégage ! » Après ça, j'ai dû quitter la maison. J'avais quinze ans, j'étais dans une merde totale. Une fois, j'ai passé trois mois au trou en Indiana, pour un casse de station essence. Et personne ne s'est occupé de me faire sortir. J'ai appelé ma mère, mon père, tous les gens que je connaissais. Je suis resté trois mois en cellule. En sortant, je suis retourné dans le Queens. Je suis rentré chez ma mère et il y avait ce type, John Cummings, qui est devenu Johnny Ramone. Il habitait de l'autre côté de la rue, et il était cool avec moi. »
John Cummings est l'unique fils d'un ouvrier en bâtiment. Fan de l'équipe de baseball des Yankees de New York, son ambition est de devenir sportif professionnel. Il passe deux ans à l'école militaire, qu'il apprécie grandement. En 1973, il assiste à un concert des New York Dolls au Mercer Arts Center. « En les voyant, on a réalisé que c'était un grand groupe, et qu'ils ne jouaient pas tellement bien. Donc, on pouvait envisager de se passer de travailler sa guitare vingt ans avant de jouer du bon rock 'n' roll. » Cela restera son crédo pour les années à venir. Johnny travaille pour une entreprise de nettoyage à sec, et Dee Dee le voit régulièrement faire ses livraisons. « Je le trouvais cool parce qu'il s'habillait comme il voulait, même pour le boulot. Il avait les cheveux longs, un bandeau délavé, jeans, une veste Levi's, et des Keds toutes pourries. Alors, on se regardait, l'un l'autre », racontera-t-il.
Ils finissent par se parler et se rendent compte qu'ils partagent les mêmes goûts musicaux, assez marginaux pour l'époque : les Stooges et les New York Dolls. Les deux jeunes hommes partagent également un dégoût commun pour les vedettes rock du moment, tels que America, Genesis, Queen ou Rod Stewart. Devenant amis, Johnny et Dee Dee ne ratent notamment aucun concert des Stooges, groupe particulièrement violent sur scène.
Le troisième futur membre du groupe est Jeffrey Hyman, futur Joey Ramone. Johnny est ami avec son frère, Mickey, mais n'apprécie guère Jeffrey à cause de son style vestimentaire et de ses fréquentations. Le futur Joey fait en effet partie du milieu hippie de San Francisco, affiche une coiffure afro à la Jimi Hendrix et des lunettes noires. De quoi offusquer Johnny, qui, pendant les 22 ans que dureront les Ramones, restera inflexible sur le code vestimentaire en vigueur dans le groupe. De plus, Joey souffre du syndrome de Marfan et de TOC. Les parents de Joey divorcent quand il a huit ans, et sa vie avec sa mère, artiste et collectionneuse d'art, se révèle instable. L'enfant se réfugie dans le rock 'n' roll : Buddy Holly, Gene Vincent, Elvis Presley, Bob Dylan, MC5, les Beach Boys, et surtout John Lennon. À part les Stooges et les New York Dolls, les Beatles sont d'ailleurs le seul groupe à remporter l'appréciation de tous les membres des Ramones. Ce sera à nouveau le cas, dans les années 1990, pour Nirvana.
Dee Dee est plus souple que Johnny en ce qui concerne les hippies, et se rapproche de Joey, notamment à cause de leur appétence commune pour l'alcool, mais aussi parce que Joey a fait un séjour en hôpital psychiatrique, dont il est parvenu à sortir, gagnant ainsi le respect de Dee Dee. Ils passent souvent leurs journées à boire ensemble. Quant à Johnny, il préfère renifler de la colle. Dee Dee et lui montent sur les toits et commettent de petits délits, comme récupérer des postes de télévision avant que les éboueurs ne passent, et les lancer du haut des toits pour que l'explosion effraie les passants. « On en avait tout spécialement après les petites vieilles qui poussaient leur caddie plein de commissions. » « Quand on a seize ans, qu'on est fou de rage et qu'on s'ennuie, on a intérêt à être sacrément créatif pour provoquer quelque chose d'excitant. »
Plus tard, sa mère renvoie Joey de chez elle, « pour son propre bien ». Le jeune homme emménage alors dans la galerie d'art de sa mère. Rejoint par Dee Dee, il dort à même le sol, au milieu des toiles. Joey s'essaye à la peinture, à partir de carottes, laitues, navets et fraises écrasés et étalés sur des toiles. Il enregistre également des sons tels que le bruit blanc des lampadaires, le bruit d'un ballon dans un panier de basket-ball ou le tonnerre, et les écoute en boucle. Attiré par son statut d'ex-pensionnaire d'hôpital psychiatrique, Johnny commence à son tour à fréquenter Joey. Fasciné par la violence et la folie, il s'intéresse notamment à Charles Manson, et s'inspire d'Alice Cooper dans son premier groupe, Sniper, où il occupe le poste de chanteur. Il sera très déçu en apprenant qu'Alice Cooper n'est pas un véritable nécrophile. Assistant à un concert de Sniper, Dee Dee est très impressionné par le style de Joey, qui reste immobile au micro tout au long du spectacle. Dee Dee racontera qu'à l'époque, tous les chanteurs voulaient ressembler à Iggy Pop ou à Mick Jagger, à l'exception de Joey, qui avait déjà son propre style.
Après s'être essayé sans succès à la délinquance, Dee Dee travaille à cette époque au service courrier d'une entreprise, complétant ses revenus de différentes manières pour financer sa consommation de drogue. Il pratique notamment parfois la prostitution, ce qu'il évoquera dans la chanson 53rd and 3rd. Johnny, quant à lui, travaille sur un chantier à Broadway. Les deux amis se retrouvent tous les midis pour boire des bières au club Le Métropole. Faisant du lèche-vitrine au magasin d'instruments de musique Manny's Guitar Store, ils parlent de monter un groupe. Ce projet est mis à exécution le vendredi 23 janvier 1974, jour de paye. Johnny s'achète une guitare Mosrite bleue et Dee Dee une basse Danelectro, pour la somme de cinquante dollars chacun. Rejoints par Joey, ils commencent à répéter, dans un local tenu par Tamás Erdelyi et Monte Melnick, à Manhattan. Le premier deviendra leur batteur, sous le nom de Tommy Ramone, le second leur road manager (manager de tournée).

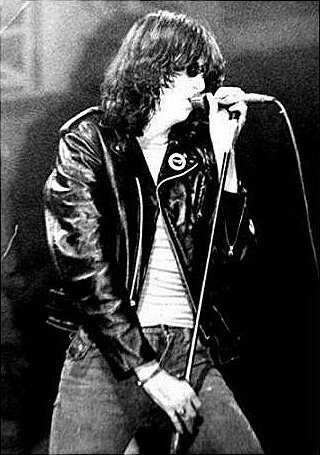
Joey Ramone en concert.

Né à Budapest (Hongrie) en 1949, Tamás Erdelyi est arrivé aux États-Unis en 1956. Il a déjà joué comme guitariste, avec Johnny et le frère de Joey, dans un groupe appelé les Tangerine Puppets, qui reprenait des morceaux des Shadows of Knight, Count Five ou des Rolling Stones. Il est ensuite devenu ingénieur du son à Manhattan au studio Record Plant, où il a notamment travaillé sur le mix de Band of Gypsys de Jimi Hendrix et sur le Devotion de John McLaughlin. Intéressé par le futur Ramones, malgré leur niveau très faible au début, qu'ils compensent par une solide culture musicale, il accepte de devenir leur manager. « On imaginait très bien ce qu'on devait faire avant d'être capable de le faire. »
Au départ, Joey joue de la batterie, mais son niveau se révèle vite insuffisant pour jouer aussi rapidement que les autres musiciens. Dee Dee chante en même temps qu'il joue de la basse mais est plus efficace pour cette dernière. Tommy décide donc de rejoindre le groupe à la batterie, et Joey devient chanteur. Échouant à reprendre des morceaux à la mode comme Bay City Rollers, le groupe doit produire ses propres morceaux, plus simples à jouer. Au moment de baptiser le groupe, Dee Dee propose The Ramones, en référence à Paul Ramon, pseudonyme utilisé par Paul McCartney à ses débuts, à l'époque des Silver Beetles. D'autres sources affirment qu'il s'agit d'une référence au producteur Phil Ramone. Le groupe affiche son unité en partageant un code vestimentaire strict et en remplaçant les noms de famille de ses membres par Ramone. Dans le même esprit, toutes les chansons de leur premier album, sorti en 1976, seront signées « Ramones ».

### Introduction du punk rock (1976-1977)

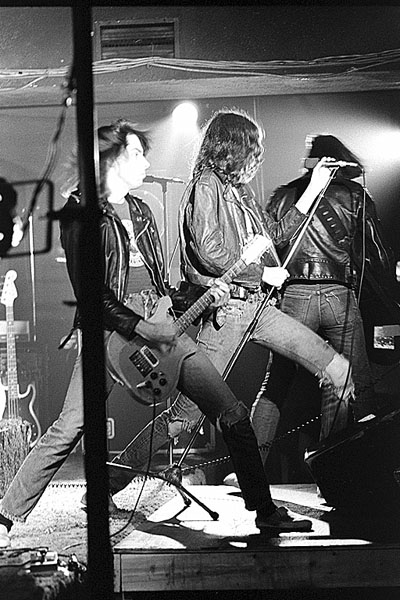
Johnny et Joey Ramone en concert avec les Ramones en juillet 1977 à Minneapolis.

Les Ramones enregistrent leur premier album, Ramones, en février 1976 chez Sire Records. Des quatorze chansons de l'album, la plus longue, I Don't Wanna Go Down to the Basement, dépasse à peine les 2 minutes 30. Bien que les morceaux soient crédités au groupe entier, Dee Dee est le compositeur principal. L'enregistrement, coproduit par Tommy et Craig Leon avec un budget très bas d'à peu près 6 400 dollars, est réalisé en avril. La photographie du groupe sur la pochette de l'album, désormais iconique, a été prise par Roberta Bayley, qui fera régulièrement des photos pour le magazine Punk.
L'album n'a qu'un petit impact commercial, atteignant seulement la 111e place dans les classements du Billboard. Les deux singles, Blitzkrieg Bop et I Wanna Be Your Boyfriend, ne figurent même pas dans les charts. Lors du premier concert majeur du groupe en dehors de New York, à Youngstown, Ohio en juin, seule une dizaine de personnes assiste à la prestation. Mais le groupe commence à voir les fruits de son travail lors d'une brève tournée en Angleterre : le concert au Roundhouse de Londres avec The Flamin' Groovies en juillet 1976 a un succès retentissant. Ce concert et celui dans un club la nuit suivante — où le groupe rencontre les membres des Sex Pistols et The Clash — aident à galvaniser la scène punk au Royaume-Uni qui est alors en plein essor. Les Ramones (encore une fois avec The Flamin' Groovies) font ensuite un concert à succès au Roxy de Los Angeles le mois suivant, ravitaillant la scène punk de la ville en sensations. Les Ramones deviennent un groupe de scène très populaire — un concert à Toronto en septembre dynamise encore plus le mouvement punk grandissant.
Leurs deux albums suivants, Leave Home et Rocket to Russia, sont réalisés en 1977. Les deux sont coproduits par Tommy et Tony Bongiovi, le second cousin de Jon Bon Jovi. Leave Home rencontre dans les classements un succès inférieur au précédent, bien que comprenant Pinhead, une chanson devenue la signature du groupe avec son refrain « Gabba gabba hey! ». Rocket to Russia quant à lui est mieux classé que les précédents, atteignant la 49e place du Billboard 200. Dans le magazine Rolling Stone, le journaliste Dave Marsh (en) le désigne comme « le meilleur album américain de rock & roll de l'année ». L'album contient également le premier single des Ramones à entrer dans les classements du Billboard (sa meilleure position est 81e) : Sheena Is a Punk Rocker. Le single suivant, Rockaway Beach, grimpe à la 66e place - il restera le single des Ramones ayant atteint la meilleure place en Amérique. Le 31 décembre 1977, les Ramones enregistrent au Rainbow Theatre à Londres le double album It's Alive, qui paraît en avril 1979.

### Période pop-punk (1978–1983)

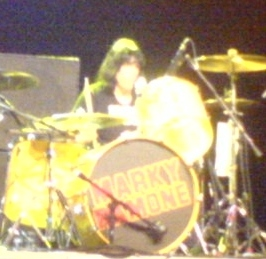
Marky Ramone derrière sa batterie.

Tommy se retire ensuite du groupe et laisse sa place à Marc Bell, ex-batteur des Voidoids, alias Marky Ramone. Le groupe sort ensuite Road to Ruin en 1978 un album entre pop et punk rock. 
En 1979, ils commencent à travailler sur l'album qu'ils vont enregistrer avec le producteur Phil Spector : End of the Century. L'idée de travailler avec lui vient de Joey Ramone et Seymour Stein, qui reconnaît plus tard : « je n'y avais peut être pas réfléchi assez longuement ». Phil Spector vient les voir lors d'un gig au Whiskey et l'enregistrement commence en mai 1979.
Mais la fameuse rencontre des deux « murs du son » ne se fait pas dans la bonne humeur (blessures et insécurité de part et d'autre). Chaque pierre apportée à l'édifice aura son prix. En studio, Phil Spector peut passer dix heures sur l'intro de Rock 'n' Roll High School, ce qui rend Johnny nerveux, d'autant que son père est mort depuis peu. Mais celui pour qui l'enregistrement est le plus terrifiant, c'est Dee Dee. Une nuit où ils sont chez Spector, Dee Dee veut rentrer dormir à l'hôtel. Spector braque son arme sur lui, puis lui ordonne de s'asseoir et leur joue Baby, I Love You, en boucle et au piano, durant toute la nuit. Dee Dee perd complètement son sens de l'humour mais Joey et Marky souffrent moins que les deux autres. Marky est en effet fan de Hal Blaine, batteur régulier des séances de Phil Spector.
À la base, le producteur voulait enregistrer un album solo pour Joey Ramone. Sa voix serait l'équivalent masculin de celle de Ronnie Spector, la chanteuse des Ronettes. Plus épaté que traumatisé, Joey confirmera les délires sadiques du producteur : « si jamais un étranger pénétrait dans le studio, tout s'arrêtait. Ça mettait Phil dans tous ses états. Personne ne pouvait entrer qu'il ne connaissait pas. Il y avait une pute qui traînait là, il l'insultait continuellement. Je crois bien que c'était pour ça qu'elle était payée, s'en prendre plein la gueule. Et la pièce de contrôle était glacée comme un frigo ».
Le 4 février 1980, l'album End of the Century sort enfin. C'est une de leurs meilleures ventes et l'album contient leurs deux premiers succès en Europe : Baby, I Love You et Do You Remember Rock 'n' Roll Radio? Mais l'album, ayant coûté 700 000 $, ne leur rapporte pas grand-chose. Ils enlèvent leurs Perfecto pour la photo de la pochette, contre l'avis de Johnny, qui ne voit pas du tout ce genre d'excentricité d'un bon œil. L'album se vend certes mieux que les autres mais ne tombe pas pour autant très bien. C'est l'explosion de la vague punk qu'ils ont eux-mêmes provoquée... et c'est le moment où ils choisissent d'en adoucir l'image. Le mauvais moment.
Joey aime l'album et fera toujours savoir par la suite qu'il serait ravi de retravailler avec Phil Spector. Dee Dee, en revanche, le déteste. La première fois qu'il entend la version définitive de I'm affected, alors qu'il est dans le camion avec les autres, il a du mal à le croire tellement il trouve nul le résultat. Il ne manquera plus une occasion de le faire savoir. Sentant qu'il perd de l'affection et de l'attention, le bassiste panique et devient encore plus pénible et commence à énerver tout le monde. Dee Dee est définitivement hors-contrôle. Johnny et Marky, de leur côté, sont satisfaits. Le premier, mise à part la fameuse « affaire du Perfecto », trouve que c'est du bon boulot : « Il nous a produits à sa façon, mais sans essayer de changer ce qu'on est ». Le second est fasciné par le son de sa propre batterie. Mais ils sont bien conscients que c'est la première et la dernière fois qu'ils sont produits de cette manière.
Joey et Johnny se disputent régulièrement et méchamment. Il faut « trouver ce qui ne va pas dans le groupe » et ils ne sont pas d'accord sur la marche à suivre. Depuis le départ de Tommy, qui avait une idée claire des orientations, le vide a été comblé par Johnny, en tant que leader du combo. Dee Dee raconte : « Aucun manager ne nous a récupéré autant d'argent que Johnny. Dans l'industrie du disque, on n'obtient jamais rien facilement. Il faut gueuler, menacer, se battre et tutti quanti... il faut se battre pour chaque chose, chaque aspect de sa vie quotidienne. Pour obtenir un concert, prendre la route, faire que tout soit en place en arrivant, jouer dans de bonnes conditions, récupérer l'argent, tout le matériel, dormir et manger... quelqu'un doit s'occuper de tout ça et Johnny le faisait bien. Mais ce n'est pas le genre de job qu'on te remercie pour avoir fait. Tout ce qu'on retient, c'est que tu gueules tout le temps. » Il reconnaît aussi que « Johnny prenait beaucoup de décisions artistiques pour un gars qui n'écrivait pas de chanson ».
Au retour de Los Angeles, Dee Dee s'est marié avec Véra. Ils se sont installés à Whitestone, mignonne petite banlieue dans le Queens. Appartement propre et bien équipé. Il y reste dix ans : « je ne me suis jamais senti chez moi là-bas. Juste paranoïaque ». Le lendemain du mariage, bien qu'il y ait un voyage de noces au programme, il décolle pour Helsinki, où il y a un concert. En dehors du groupe, les autres membres n'ont pas vraiment de vie. Dee Dee est le seul qui se débat encore et trouve l'énergie de se sentir singulier, mais il se sent enfermé dans le groupe. Ce qui l'avait d'abord protégé commence maintenant à l'étouffer. Il veut se laisser pousser la barbe pour ennuyer les autres, « comme Fidel Castro, comme les ZZ Top, comme tous les grands rebelles ». Il se couvre de tatouages, s'achète des montres qu'il porte jusqu'à six par poignet, fait n'importe quoi pour se distinguer. En 1980, les membres du groupe ne s'adressent même plus la parole. Ils donnent quand même 155 concerts cette année-là. Groupe humainement à la débâcle ou pas, leurs sets restent impeccables et ils n'ont jamais été condescendants envers leurs fans. Si ceux-ci se déplacent et payent pour les voir, eux doivent donner tout ce qu'ils ont. Ils n'envisagent jamais de se séparer : les Ramones ne savent rien faire d'autre que d'être les Ramones. Mais surtout, méprisés par le mainstream ou pas, ils sont farouchement persuadés de jouer dans le meilleur groupe du monde et, quoi qu'il leur en coûte, estiment que ça en vaut la peine.
Joey semble le moins affecté par le manque de succès. Leurs errances artistiques lui sont d'autant plus pénibles. Ils ne renouvellent pas le contrat de management qui les liait depuis cinq ans avec Danny Fields et Linda Stein. Il n'y a pas de dispute, car Danny lui-même comprend qu'ils aient envie d'essayer quelqu'un d'autre. Ils sont remplacés par Kurfist, un ancien, mais ça ne change pas grand-chose. Au programme : tournées incessantes, enregistrements d'excellents disques qui ne dépassent pas les ventes habituelles. Une page de leur histoire est définitivement tournée. Dee Dee commence même à souffrir psychologiquement : toujours fourré chez le médecin, il alterne sans cesse décrochages et rechutes.
En mars 1981, ils enregistrent Pleasant Dreams, certainement leur album le plus pop, avec Graham Gouldman, de 10cc, comme producteur. Mais cette fois, et ce malgré l'excellent et célèbre The KKK Took My Baby Away, l'accueil tend à l'exécrable. Les Ramones commencent même à passer complètement inaperçus, même si les ventes ne chutent pas. Le public de base reste fidèle jusqu'à la fin. Chaque année, ils font jusqu'à cent concerts.

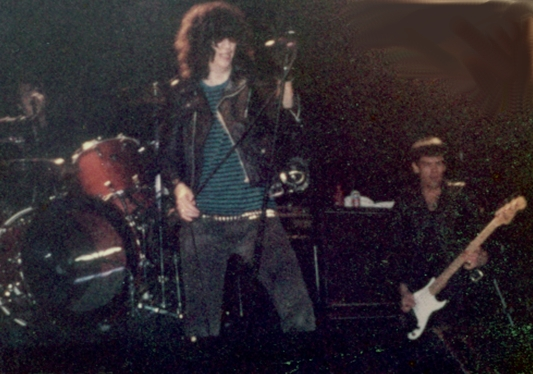
Les Ramones à Seattle en 1983.

La chanson The KKK Took My Baby Away (le KKK a pris ma copine) écrite par Joey, proviendrait d'une dispute avec Johnny. Ce dernier lui aurait pris sa copine, Linda, et au bout du compte se serait marié avec elle. À la suite de cet épisode, Joey garde une grande rancœur contre Johnny et les deux hommes se détestent cordialement. De plus, Johnny est connu pour avoir des idées politiquement proches de la droite conservatrice, contrairement à Joey, ce qui alimente des tensions au sein du groupe. Le chanteur y fait allusion dans la chanson en assimilant Johnny au « KKK », le Ku Klux Klan, organisation d'extrême-droite ultra-conservatrice, ségrégationniste et raciste. Cette chanson est plus tard reprise par de nombreux groupes de rock. La crise d'identité continue avec Subterranean Jungle (1983). Un album à mi-chemin entre les trois premiers et ses trois prédécesseurs. L'album, qui se vend peu et est accueilli moyennement, contient pourtant quelques classiques, comme Psycho Therapy ou Outsider. Walter Lure, des Heartbreakers, y contribua avec quelques solos de guitare. Marky, qui exagère sur l'alcool, rate un concert parce qu'il était trop saoul pour qu'on le laisse monter dans l'avion. Il quitte le groupe, remplacé en février 1983 par Richard Reinhardt, Richie Ramone. C'est donc ce dernier qui joue dans les clips réalisés pour la promo de l'album. Mais c'est Billy Rogers, ex-batteur des Heartbreakers qui joue de la batterie sur Time Has Come Today.

### Période hardcore (1984–1989)

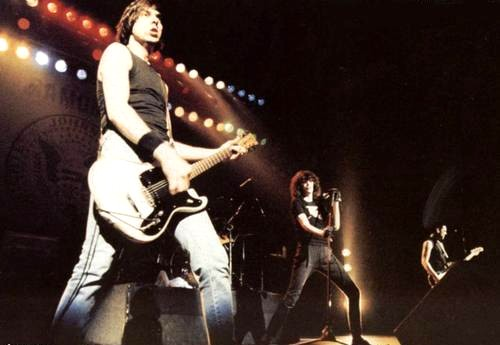
les Ramones à São Paulo en 1987.

Les Ramones enregistrent Too Tough to Die avec Tommy Ramone et Ed Stasium en tant que producteur. Le disque sort en octobre 1984, avec comme principaux titres Too Tough to Die (qui a donné son nom à l'album), Durango 95 (titre instrumental qui ouvre depuis lors la plupart de leurs concerts) et Wart Hog (symbole du virage hardcore). Les critiques sont plus enthousiastes que jamais, tout le monde autour d'eux annonce un vrai retour et tout est réuni pour que ça arrive : le disque, le son, l'époque. Mais rien n'arrive de particulier. Les ventes du disque ne décollent pas. Cependant, les Ramones sont avant tout à nouveau en phase avec leurs fans, notamment à Amsterdam, aux Pays-Bas, où le groupe se produit devant plus de 25 000 personnes.
En 1985, Joey et Dee Dee composent la chanson Bonzo Goes to Bitburg, qui dénonce la visite du président américain Ronald Reagan dans le cimetière allemand de Bitburg, où des soldats nazis sont enterrés. Le titre bénéficie d'une sortie en single, couplée avec un inédit des Ramones, Go Home Ann, avant d'être intégré à leur nouvel album dont ils débutent l'enregistrement en décembre de la même année. En mai 1986, sortie de Animal Boy, qui confirme l'orientation résolument radicale du groupe, avec des titres comme Somebody Put Something in My Drink (sujet à de nombreuses reprises), de Richie Ramone ou Love Kills, un hommage de Dee Dee Ramone à Sid Vicious, le bassiste des Sex Pistols, décédé sept ans plus tôt. Mais si l'album n'apporte pas de renouvellement artistique notable, Animal Boy a tout de même le mérite de réinstaurer une certaine confiance au sein du groupe, même si les relations ne sont toujours pas au beau fixe.
En septembre 1987, sortie de Halfway to Sanity, que les Ramones, résolument confiants, décident de produire eux-mêmes aux côtés de Daniel Rey, un producteur-guitariste dont le nom sera désormais associé à maintes reprises au groupe, en tant que producteur et co-compositeur des futurs albums. Même si l'album explore en majeure partie la même veine dure que ses deux prédécesseurs, Halfway to Sanity contient également quelques bons moments plus atypiques, comme I Wanna Live, Go Lil' Camaro Go (sur laquelle Deborah Harry, la chanteuse de Blondie, prête sa voix) ou encore A Real Cool Time. Ce dixième album est par ailleurs le dernier auquel participe Richie Ramone, qui semble ne plus supporter l'autoritarisme et les fausses promesses des autres membres. En effet, même après quatre ans dans le groupe, il ne bénéficie toujours pas de sa part sur la vente de merchandising. L'ancien batteur de Blondie, Clem Burke, prend les baguettes, sous le nom d'Elvis Ramone, pour deux concerts à Providence (Rhode Island) les 28 et 29 août 1987.
Les Ramones ne perdent pas au change puisque c'est Marky Ramone, entretemps débarrassé de ses addictions à l'alcool, qui retrouve sa place derrière les fûts. En mars 1989, Dee Dee Ramone sort son premier LP solo, sous le nom de Dee Dee King. C'est un album de hip-hop, intitulé Standing In The Spotlight. Le hip-hop, qu'il a découvert lors d'une cure de désintoxication, Dee Dee y croit. C'est un échec commercial terrible. Il vient même tourner le clip de I Wanna Live en tenue de rappeur, chaînes en or et bonnet Kangol, au grand désespoir des autres membres du groupe. Dans ses mémoires, il se demande bien pourquoi tout le monde en avait contre lui ce jour-là. Le réalisateur du clip parle même de lui faire un procès. Cet acharnement général contre son plaisir personnel étonne Dee Dee. Toujours en 1989, le groupe est invité par Stephen King à composer le titre principal de la bande originale de l'adaptation cinématographique de Simetierre, par Mary Lambert. Dee Dee s'acquitte brillamment de cette tâche avec la chanson, Pet Sematary (d'après le titre original du livre et du film) qui reste un grand moment dans l'histoire du groupe. Le titre est intégré sur le nouvel album des Ramones, Brain Drain, qui sort en plus tard dans l'année.
Dee Dee s'investit énormément sur ce onzième album. Il compose, dans la douleur, de nombreuses chansons et a la désagréable sensation que les autres ne le supportent plus mais ne le jettent pas parce qu'ils ont besoin de lui pour écrire. Il a l'impression qu'il se tue à composer mais que personne ne lui en est reconnaissant. Il semble qu'à cette époque, le groupe soit plongé dans un cataclysme relationnel. Les dérapages sont aussi violents que fréquents. Marky Ramone a certes réintégré le groupe, mais il lui arrive de tout casser dans le local de répétition. Joey a colpsé tout seul I Wanna Be Sedated, se noyant dans l'alcool et ayant de plus en plus de mal à monter sur scène sans assistance. Et Dee Dee a l'impression de servir de bouc émissaire, responsable de cette malchance qui leur colle à la peau. Produit par Bill Laswell, Brain Drain est brillant et actuel. Au lieu de les reléguer au rang de has-been, l'explosion du punk hardcore les réactualise et rend leur musique plus accessible. Certains titres méritent l'attention, comme I Believe in Miracles et la reprise de Palisades Park, de Freddy Cannon. Joey Ramone est devenu un chanteur-crooner hypnotique au sommet de son art.
Les anciens fans continuent d'acheter leurs disques, les jeunes y trouvent le même son que celui de la scène hardcore alors en vogue, les concerts sont devenus de véritables rituels. Leur public les vénère mais ne s'élargit pas, du moins pas de leur vivant. Ils fêtent leurs quinze ans de groupe. Dee Dee Ramone déclare en interview : « les gens demandent beaucoup pourquoi on est toujours ensemble. C'est parce qu'on n'a pas de hit single. Et qu'on doit toujours travailler pour vivre. » En juillet 1989, un événement chamboule le groupe : le départ de Dee Dee Ramone. Même si le reste du groupe a de la peine à l'admettre, la perte de Dee Dee, qui représentait à lui seul l'âme des Ramones et était leur compositeur le plus prolifique, est dramatique. Le bassiste déclare dans son autobiographie : « La dernière fois que je suis parti en camion avec mes « frangins », c'était en 1989, en Californie. J'étais sérieusement malade, à l'époque. Je n'arrêtais pas de vomir. On ne peut pas imaginer à quel point j'étais maigre, parce que je prenais des antidépresseurs à haute dose, pour réussir à rester sobre. Comme Marky et Johnny, je ne buvais plus depuis plusieurs années. Joey buvait comme un trou et nous posait un tas de problèmes. Mais quand c'était lui, Marky et Johnny n'avaient pas l'air d'être dérangés. J'étais convaincu qu'ils voulaient que je quitte le groupe. Je les trouvais incroyablement cruels avec moi. (...) À chaque fois que je vomissais, ils se foutaient de moi. J'essayais de ne pas faire attention, mais ça me faisait mal. Personne n'avait l'air de comprendre à quel point c'est horrible d'être devenu anorexique. (...) Je ne leur demandais rien, car je savais qu'ils ne feraient rien. Même pas Monte, qui était une vraie nounou pour Joey, et un esclave qui faisait les quatre volontés de Johnny. On a traversé la Californie, écoutant les résultats de baseball en boucle. Même mes cassettes de Motörhead, ils ne voulaient pas les écouter. La plupart du temps, j'étais assis au fond du camion et je ne disais rien. »

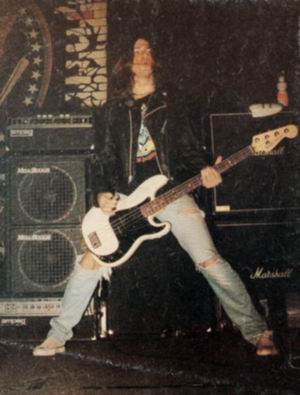
C. J. Ramone en concert.

Le mal-être de Dee Dee est compréhensible, et ce n'est pas fini : « Quand on est arrivé à San Francisco, on avait un jour off. J'avais arrêté les antidépresseurs, ce qui fait que je me sentais grave mal. Mais Monte a refusé de m'emmener à l'hôpital parce que Johnny et Joey voulaient acheter des affiches de vieux films, qu'ils collectionnaient. J'étais vraiment très mal, alors j'ai pris un taxi et je suis allé dans une clinique pour un check-up. Le docteur m'a dit qu'à force de me sous-alimenter, j'étais totalement à plat. Ils m'ont dit que je ne pouvais pas continuer ainsi, que je pourrais aussi bien mourir dans les trois semaines. » Il rajoute : « À la longue, j'en avais tellement marre qu'à chaque fois qu'arrivait Glad to See You Go, j'étais soulagé, ça voulait dire que le set était presque fini. » Le plus Ramone des Ramones a jeté l'éponge, bien que l'ex-bassiste continuera à écrire des chansons pour son ancien groupe. Pour les Ramones, dont les deux seuls membres originaux sont désormais Joey Ramone et Johnny Ramone, il n'est pas question d'abandonner et l'on se met à la recherche d'un remplaçant.
Celui-ci s'appelle Christopher Joseph Ward, né le 8 octobre 1965 (soit 17 ans jour pour jour de moins que Johnny), car Johnny veut justement une sorte de « jeune Dee Dee », la drogue en moins. Son pseudonyme devient C. J. Ramone. Johnny exigera de C. J. un vrai mimétisme vis-à-vis de son prédécesseur : même look, même posture sur scène.

### Séparation (1990-1996)
Le groupe commence cette nouvelle décennie en changeant de maison de disques, après avoir passé seize ans avec Sire Records le groupe rejoint Radioactive Records. En 1991, Motörhead enregistre un titre hommage, intitulé Ramones qui figure sur l'album 1916. Joey parle d' « honneur ultime ». L'année 1992 est marquée par la sortie, après trois ans d'absence des studios, de Mondo Bizarro, auquel contribue Dee Dee Ramone. C'est le premier album auquel participe C. J. Ramone, le nouveau bassiste. Il est enthousiaste, fou de joie de rejoindre le groupe et leur fait espérer que ça peut changer. Il apporte de la fraîcheur, surtout sur scène, à un groupe vieillissant et le chant lui est parfois confié. Cet album (190e au Billboard), contient les classiques du groupe Censorshit, Poison Heart, Strength to Endure et Touring.
Cette même année, le 20 décembre, ils donnent leur dernier concert en Europe, à la Brixton Academy de Londres. Bannière Adios Amigos, du nom de la tournée, en fond de scène, ils ne disent pas un mot en dehors du One-two-three-four, qui fait partie du set. Un concert légendaire devant une foule en délire. Enfin, le magazine Spin les place dans les sept groupes les plus influents de tous les temps, aux côtés des Beatles, Rolling Stones, Jimi Hendrix Experience, Led Zeppelin, Sex Pistols et Public Enemy. En 1993 sort Acid Eaters, un album de reprises (que le groupe rêvait de faire depuis longtemps), tels que Somebody to Love des Jefferson Airplane, Out of Time des Rolling Stones ou Substitute des Who. Ils sortent ¡Adios Amigos! en 1995, un album proche de leurs débuts, dont le titre phare est I Don't Want to Grow Up (reprise de Tom Waits) ; c'est le dernier album du groupe.
Il s'ensuit une année de tournée. Et un 2 262e et dernier concert, le 6 août 1996, à Los Angeles, auquel sont invités Lemmy Kilmister, Eddie Vedder, Chris Cornell, Rancid, sans oublier Dee Dee Ramone. Les Ramones se séparent officiellement en 1996, après vingt-deux ans de carrière, quatorze albums studio, trois albums live et trois compilations. Le chanteur, Joey Ramone, explique : « On peut partir en retraite. On a influencé deux, trois générations de groupes, je crois qu'on a rempli notre contrat ». Dee Dee Ramone : « Une des choses que j'ai comprises, c'était que tout ce truc de compétition quand on est dans un groupe était chiant. (...) J'aimerais que chacun d'entre nous, Ramones, ait été cool. Mais on ne savait pas faire ça. On a laissé le business nous pousser à bout. C'est un système qui contrôle la rébellion pour en tirer du profit, un peu comme le font les barons de la drogue. (...) L'agressivité est ce qui fait tourner un bon groupe de rock 'n' roll. Ça ne peut pas se simuler, sinon c'est de la merde et ça s'entend tout se suite. Les gens de classes supérieures n'arrivent pas à comprendre cela. Le système capitaliste ne peut pas créer des groupes de rock et s'attendre à ce que le public croie en leur énervement. Ça ne marche pas[réf. nécessaire]. »

### Fin (2001–2014)
Le 15 avril 2001, Joey Ramone décède à l'hôpital d'un cancer de la lymphe, qu'il combattait depuis six ans. Il avait 49 ans, dont 22 passés avec les Ramones, et vivait à Manhattan. Il avait aussi enregistré une douzaine de chansons en solo, que son frère sort en 2002 sur l'album Don't Worry About Me, avec notamment la touchante reprise de What a Wonderful World de Louis Armstrong. Il avait produit un simple et un album de Ronnie Bennett, ex-Ronettes, avec qui il était ami de longue date, et montait souvent sur scène pour chanter avec elle. Le 18 mai de la même année, veille de son anniversaire, une soirée est organisée au Hammerstein Ballroom, animée par Steven Van Zandt (Springsteen et Soprano). Les invités de renom sont légion : The Cramps, Deborah Harry, Ryan Adams, The Misfits, Lenny Kaye, et The Independants. Joey avait enregistré une vidéo d'adieu sur le thème « bonne continuation » qui passe sur les écrans. Dans l'histoire du rock, Joey, figure tutélaire, est au premier plan. Pourtant, sa mort est annoncée dans une certaine indifférence, notamment en France. Le 30 novembre 2003, la ville de New York nomme officiellement l'angle de Bowery Street et de la 2nd Street Joey Ramone Place, afin de rendre hommage à Joey Ramone et à tout ce qu'il a apporté à la ville de New York. Aujourd'hui encore, il est considéré comme le père fondateur du punk, « the father of punk ».

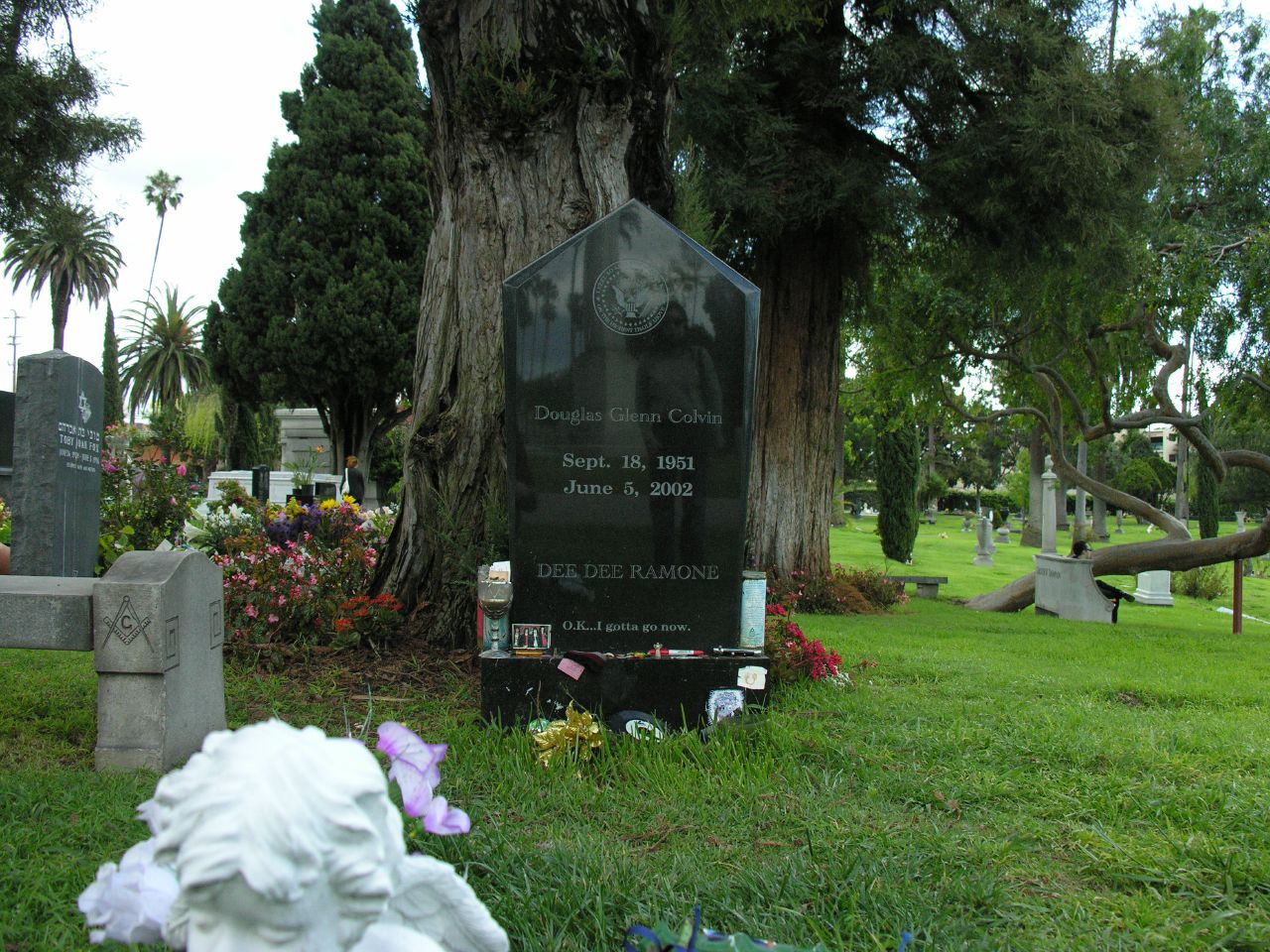
Tombe de Dee Dee Ramone au cimetière de Hollywood

Dee Dee Ramone, le fondateur et bassiste du groupe, disparaît le 5 juin 2002 d'une overdose, alors que ses proches pensaient qu'il avait arrêté la drogue. C'est sa femme, Barbara, qui le trouve. La même année, le groupe fait son entrée au Rock and Roll Hall of Fame.
Johnny Ramone, le guitariste, est emporté, le 15 septembre 2004 dans sa maison de Los Angeles, par un cancer de la prostate. Eddie Vedder et Rob Zombie sont à ses côtés lors de sa mort. Le film The Wicker Man avec Nicolas Cage, avec qui il était ami, et la chanson Life Wasted par Pearl Jam, sortis tous deux en 2006, lui sont dédiés.
Tommy Ramone décède le 11 juillet 2014 des suites d'un cancer de la vésicule biliaire. Étant le dernier membre encore vivant de la formation originale, à sa mort, Les Ramones devient l'un des premiers groupes de rock à la notoriété mondiale dont tous les membres de la formation originelle — Joey, Dee Dee, Johnny et Tommy — ont disparu, avec The Jimi Hendrix Experience (2008), Motörhead (2015) et Lynyrd Skynyrd (2023), et les supergroupes Emerson, Lake and Powell (2016) et BBM (2019).

## Médias

### Politique
Contrairement à beaucoup de groupes punks, surtout anglais, qui affichent dans leurs textes des idées politiques de tendance anarchiste ou d'extrême gauche, les Ramones resteront relativement apolitiques. Les références de certaines paroles au nazisme relèvent largement plus de la provocation que de l'engagement idéologique, bien que Johnny, qui était fasciné par les nazis et Adolf Hitler, aurait souvent heurté Joey avec des remarques antisémites. Au sein du groupe, la politique semble avoir été une source régulière de conflits. Ce que confirme Marky Ramone, le batteur : « Je suis démocrate, Joey était démocrate, mais Dee Dee et Johnny étaient des conservateurs convaincus et très à droite. Nos opinions politiques étaient radicalement différentes. »

### Représentation graphique et merchandising
Outre leur look vestimentaire (cheveux longs « au bol », Perfecto noir, T-shirt, jeans déchirés aux genoux, Keds ou Converse usées) très caractéristique, les Ramones ont aussi créé une représentation graphique unique. Le logo des Ramones est peut-être l'un des plus célèbres de l'histoire du rock, et l'un des plus déclinés commercialement depuis la fin du groupe. Il est créé par Arturo Vega, un artiste new-yorkais, grand ami des musiciens, qui s'est même auto-désigné « ministre de la propagande des Ramones ». Ce logo est un détournement du sceau du président des États-Unis, la devise initiale ayant été remplacée par leur célèbre Hey! Ho! Let's Go! ouvrant leur premier album. Depuis la fin des Ramones et la disparition des membres fondateurs du groupe, un merchandising s'est développé autour de cet univers graphique. Ainsi, la marque Converse commercialise une série Ramones de sa célèbre Chuck Taylor All Star. Les enseignes Zara et H&M distribuent également des vêtements de la marque Ramones 1,2,3,4 Inc portant le nom et le logo du groupe new-yorkais. Ce succès post-mortem valide la formule d'autodérision (et sans doute de dépit) de Johnny Ramone : « Nous sommes le plus célèbre groupe inconnu du monde ».

### Cinéma et télévision

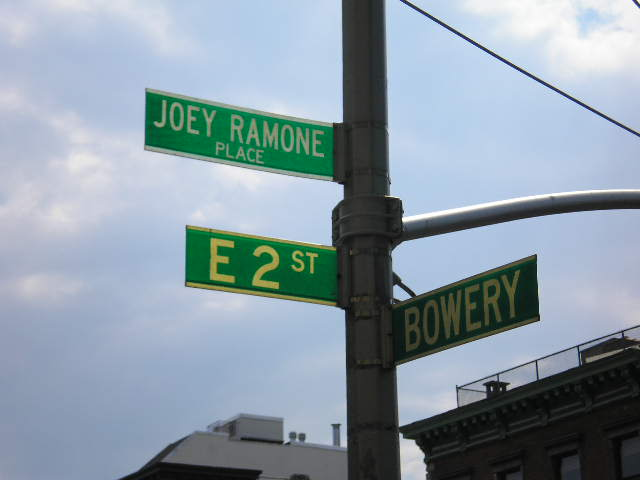
La Joey Ramone's place.

Les Ramones apparaissent dans le film Rock'N'Roll High School produit par Roger Corman (1979). Marky est apparu dans le film Blank Generation en 1979. Dee Dee a joué dans le film Bikini Bandits en 2002.
Un film documentaire intitulé End of the Century: The Story of the Ramones est sorti en salle en 2005. Réalisé dans les années précédentes par deux fans du groupe, et finalement paru après de nombreuses difficultés, causées notamment par la succession de Joey Ramone, le film présente des archives vidéo et des extraits d'entrevues avec les trois Ramones aujourd'hui décédés. Les réalisateurs ont aussi obtenu, sans le savoir, la dernière entrevue avec le leader des Clash, Joe Strummer, avant que celui-ci ne succombe à un arrêt cardiaque en décembre 2002.
Les Ramones ont prêté leurs voix pour l'épisode Rosebud, saison 5, des Simpson ; ils y jouent un concert pour l'anniversaire de M. Burns, le patron de la centrale nucléaire de Springfield, pour l'occasion est enregistré Happy Birthday M.Burns qui dure à peine trente secondes et qui devint un morceau rare du fait qu'il ne soit jamais paru sur un album. On peut aussi entendre Beat on the Brat dans l'épisode 3 de la saison 18 (C'est Moi Qui L'ai Fait) et Blitzkrieg Bop passe dans l'épisode d'halloween de la saison 19 (épisode 5, Simpson Horror Show XVIII). Matt Groening a rendu hommage aux Ramones comme plusieurs autres artistes de comics et dessins-animés américains dans le coffret Weird Tales of The Ramones sorti en 2006 ; il y représente les Ramones avec Johnny, Joey, C.J, Marky ainsi que Homer Simpson.
La chanson Do You Remember Rock 'n' Roll Radio? est aussi audible dans le film d'animation Shrek le troisième sorti dans les salles en 2007. La chanson Pet Sematary a été composée pour la bande originale du film Simetierre (Pet Sematary) de Mary Lambert sorti aux États-Unis en 1989 et tiré du roman éponyme de Stephen King. On peut aussi y entendre la chanson Sheena Is a Punk Rocker dans une scène-clé du film conformément au roman de King, ce dernier étant fan des Ramones, mais on peut aussi entendre I Believe In Miracles (traduit par « Je Crois Aux Miracles », ce qui va parfaitement au film). La chanson Judy Is A Punk fait partie de la BO de La Famille Tenenbaum, de Wes Anderson, sorti en 2002.
La chanson Bonzo Goes to Bitburg est utilisée dans le film Rock Academy. La chanson Blitzkrieg Bop figure dans une scène du film Jimmy Neutron ainsi que dans la comédie Crazy Night avec Steve Carrell. On l'entend aussi au début du film National Lampoon's Vacations (Bonjour les vacances, 1983) premier de la série, avec un thème général de Lindsey Buckingham (Fleetwood Mac). La chanson Now I Wanna Sniff Some Glue fait partie de la bande originale du film de Rob Zombie, lui-même fan des Ramones, La Maison des mille morts. La reprise de What a Wonderful World par Joey Ramone est présente au générique du film Bowling for Columbine de Michael Moore sorti au cinéma en 2002. I Wanna Be Sedated des Ramones fait partie de la bande originale de La Main qui tue. Le morceau est repris dans le film par The Offspring. La chanson Rock 'n' Roll High School est la musique de titre du film allemand La Vague. La chanson California Sun est utilisée dans le film Jackass, le film  pendant la scène du saut à la perche tropical. On peut entendre Sheena Is a Punk Rocker dans le film Bliss de Drew Barrymore. La reprise de I Don't Want To Grow Up est présente dans le film Astérix et Obélix : Au service de Sa Majesté. La chanson Rockaway Beach est présente dans l'épisode 9 de la saison 1 de la série Quoi d'neuf Scooby-Doo ?.

## Influences
Les influences personnelles des premiers Ramones, extrêmement variées, sont détaillées dans le livret de l'album Rocket to Russia par Legs McNeil : pour Johnny Ramone, Elvis Presley ; pour Dee Dee, les Bay City Rollers, les Rolling Stones, les New York Dolls et les Stooges ; pour Tommy : Jimi Hendrix, Mountain, les Stooges et les New York Dolls ; pour Joey : les Herman's Hermits, 1910 Fruitgum Company (en), Sweet, les Beatles, Marc Bolan (et donc T. Rex), les New York Dolls, The Velvet Underground et les Stooges.
Dans leurs morceaux, on[Qui ?] décèle l'influence des Beach Boys : le morceau Rockaway Beach et leur reprise de Bobby Freeman Do You Wanna Dance? (que les Beach Boys ont popularisé) rappellent ce groupe. Ce sont les Bay City Rollers, et leur chanson Saturday Night, qui ont influencé Joey pour la chanson Blitzkrieg Bop.
La chanson Surfin' Bird, des Trashmen, que les Ramones ont reprise, fut dès 1963 annonciatrice du chaos sonore que le groupe allait engendrer : un rythme rapide et non structuré sur des paroles courtes et absurdes (« Don't you know about the bird, well everybody knows that the bird's the word », etc). Ils sont également influencés par d'autres groupes, comme le prouve Acid Eaters, album constitué de reprises, notamment de The Who, Bob Dylan, Creedence Clearwater Revival, Jefferson Airplane, The Troggs et de chansons des années 1960 rendues célèbres par la compilation Nuggets sortie en 1972. Enfin, la chanson Do You Remember Rock'n'Roll Radio (End of the Century, 1980) parle des artistes que les Ramones écoutaient à la radio durant leur adolescence : « Do you remember Hullabaloo, Upbeat, Shinding and Ed Sullivan too? (...) Do you remember Murray the K, Alan Freed, and high energy? (...) Will you remember Jerry Lee, John Lennon, T. Rex and OI Moulty? »
Outre les influences musicales, les Ramones adulaient les films d'horreur. La chanson Chain Saw (Ramones, 1976), par exemple, est une référence à Texas Chainsaw Massacre (Massacre à la tronçonneuse) : « Tex chain massacre, they took my babe, away from me » (« ils ont enlevé ma petite copine »).

### Groupes influencés par les Ramones
Les Ramones ont influencé à leur tour d'autres groupes tels que les Clash et les Sex Pistols. Sid Vicious a dit que sa reprise de My Way est totalement influencée par les Ramones[réf. nécessaire].
Une chanson des Ramones intitulée Bad Brain inspirera leur nom aux Bad Brains, autre groupe fondamental du punk américain. Bono déclare aussi que sans les Ramones, U2 n'aurait jamais existé. U2 reprend Beat on the Brat. Metallica, de son côté, effectue six reprises des Ramones, que l'on peut entendre dans Metallica Tribute to the Ramones ou Gabba Gabba Metal.
Lemmy Kilmister (Motörhead) et Rob Zombie sont deux très grands fans des Ramones, Lemmy a fait une chanson en hommage aux Ramones intitulée R.A.M.O.N.E.S. audible dans l'album 1916 de Motörhead (1991) qui est reprise quelquefois par les Ramones et, entre autres, une fois en duo avec Lemmy lors de leur concert d'adieu en 1996 (We're Outta Here!)
Rob Zombie organise un concert hommage aux Ramones (Too Tough To Die: a Tribute to Johnny Ramone) auquel participent Eddie Vedder, Red Hot Chili Peppers, Marky Ramone, C. J. Ramone, Tommy Ramone, X, Henry Rollins, Pete Yorn, Rob Zombie, Blondie, Lisa Marie Presley, Nicolas Cage, Blondie et d'autres. Zombie est, avec Eddie Vedder aux côtés de Johnny Ramone au moment de sa mort.
Les Misfits, en plus de jouer souvent avec Marky, font des duos avec Dee Dee et Joey Ramone et reprend la chanson Blitzkrieg Bop plusieurs fois sur scène.
Dans le film End of the Century, Metallica, Lars Frederiksen, Rob Zombie, Red Hot Chili Peppers, Sex Pistols, The Clash, Blondie, Green Day et bien d'autres (particulièrement des groupes de punk de la vague anglaise de 1977 qui étaient, avant de se former, présents aux concerts des Ramones entre 1974 et 1976) rappellent que ce sont les Ramones qui leur ont donné l'envie de faire de la musique.
Des artistes reprennent régulièrement en live ou studio des chansons des Ramones : Bruce Springsteen, Eagles of Death Metal, U2, Rammstein, Pearl Jam, Soundgarden, Marilyn Manson, The Offspring, Social Distortion, Green Day, etc. Il existe officiellement plus de cinquante albums hommage aux Ramones avec des reprises par d'autres artistes et environ autant de cover bands - qui ne font que des reprises des Ramones en les imitant le mieux possible afin de faire revivre l'ambiance de leurs concerts.
Frank Black écrit I Heard Ramona Sings en hommages aux Ramones. Le groupe de japonaises Shonen Knife a principalement été influencé par les Ramones. Le groupe anglais de Teesside, Blitzkrieg Bop (formé en 1977) a bien entendu été influencé par la chanson éponyme des Ramones.

## Carrières solo
Plusieurs membres du groupe on fait une carrière solo après leur expérience auprès des Ramones :
- Joey Ramone enregistre un album et un EP qui connaissent une sortie posthume, Don't Worry About Me et Christmas Spirit... In My House. Un album posthume, composé de titres finalisés par le frère de Joey, Mickey Leigh, est sorti quelques années après son décès. Son titre ...Ya Know?, fait référence à cette locution qui ponctuait toutes les phrases de Joey ;
- Dee Dee Ramone a fait un album de hip hop sous le nom de Dee Dee King et plusieurs albums punk rock. Il a fondé The Ramainz, un groupe hommage aux Ramones, avec Marky et C. J ;
- Tommy Ramone a fait un album country en duo avec Claudia Tenian sous le nom de Uncle Monk et a enregistré la batterie de Ridin' the Hook, une chanson d'un épisode de Bob l'éponge[réf. souhaitée] ;
- Marky Ramone a fait deux albums solo, fut batteur pour Dee Dee et Joey et participa à The Ramainz ;
- C. J. Ramone a participé à The Ramainz et a fondé le groupe Bad Chopper.

Les Ramones ont également collaboré avec d'autres artistes comme Ronnie Spector, Pearl Jam, Die Toten Hosen, Youth Gone Mad, The Rattlers.

## Membres

### Derniers membres
- Joey Ramone (Jeffrey Hyman) - batterie (1974), chant (1974-1996), mort le 15 avril 2001[27]
- Johnny Ramone (John Cummings) - guitare (1974-1996), mort le 15 septembre 2004[27]
- C. J. Ramone (Christopher Joseph Ward) – guitare basse, chant (1989-1996)[27]
- Marky Ramone (Marc Bell) - batterie (1978-1983, 1987-1996)[27]

### Anciens membres
- Dee Dee Ramone (Douglas Colvin) - guitare basse, chant (1974–1989), mort le 5 juin 2002[27]
- Tommy Ramone (Thomas Erdelyi) - batterie (1974-1978), mort le 11 janvier 2014[27]
- Richie Ramone (Richard Reinhardt) - batterie, chant (1983-1987)[27]

## Discographie

### Albums studio
- 1976 : Ramones
- 1977 : Leave Home
- 1977 : Rocket to Russia
- 1978 : Road to Ruin
- 1980 : End of the Century
- 1981 : Pleasant Dreams
- 1983 : Subterranean Jungle
- 1984 : Too Tough to Die
- 1986 : Animal Boy
- 1987 : Halfway to Sanity
- 1989 : Brain Drain
- 1992 : Mondo Bizarro
- 1994 : Acid Eaters
- 1995 : ¡Adios Amigos!

### Albums live
- It's Alive - 1979
- Loco Live - 1991
- Greatest Hits Live - 1996
- We're Outta Here! - 1997
- You Don't Come Close (Live in Bremen 13 septembre 1978) - 2003
- Live, january 7, 1978 The Palladium, NYC - 2004
- Live On Air - 2011
- The Cretin Hop - 2012